# Specklinia curtisii
Specklinia curtisii är en orkidéart som först beskrevs av Donald Dungan Dod, och fick sitt nu gällande namn av Alec M. Pridgeon och Mark W. Chase. Specklinia curtisii ingår i släktet Specklinia och familjen orkidéer. Inga underarter finns listade i Catalogue of Life.